# Christian Vorländer (Filmkomponist)
Christian Vorländer (* ca. 1983) ist ein deutscher Filmkomponist und Musiker.

## Leben
Christian Vorländer ist als Sohn eines Pastors mit seinen drei Brüdern in Denklingen (Reichshof) in der Nähe von Köln aufgewachsen.
Christian Vorländer hat am ArtEZ Conservatorium  in den Enschede/Niederlanden Musik studiert, da man dort keine klassischen Instrumente studieren musste. Dort lernte er Simon Heeger kennen, mit dem er später das Unternehmen 2WEI Music gegründet hat.
Nach dem Studium zog Vorländer für sechs Jahre nach Los Angeles, Kalifornien, USA, um dort für Hans Zimmer und Junkie XL zu arbeiten. In Los Angeles beteiligte er sich an der Komposition von Filmmusik mit Hans Zimmer, wie beispielsweise für die Filme 300 oder Man of Steel. Auch stammt ein großer Teil der Filmmusik für Mad Max. Fury Road aus der Feder Vorländers.
Nach seiner Rückkehr nach Deutschland gründete er zusammen mit Simon Heeger das Unternehmen 2WEI, welches den Hauptsitz in Hamburg Altona hat.
Christian Vorländer stieg Anfang 2025 aus 2WEI Music aus.

## Preise
2018 gewann das Duo auf dem Cannes Lions International Festival of Creativity einen Goldenen Löwen.